# Asima Chatterjee
Asima Chatterjee, född 23 september 1917 i Calcutta i Västbengalen, död där 22 november 2006, var en indisk kemist. Hon var känd för sitt arbete inom områdena organisk kemi och fytomedicin. Hennes mest anmärkningsvärda arbeten innefattar forskning om vinca-alkaloider, utveckling av läkemedel mot epilepsi och utveckling av läkemedel mot malaria. Hon skrev också en betydande mängd arbeten om medicinska växter på den indiska subkontinenten. Hon var den första kvinnan som avlade doktorsexamen vid ett indiskt universitet och startade en kemiavdelning vid Lady Brabourne College, University of Calcutta.

## Biografi

### Uppväxt
Chatterjee var den äldsta dottern till Indra Mukherjee, som var praktiserande läkare och likt sin dotter forskade inom medicinska växter. Som det äldsta barnet i en indisk familj med en yngre bror innebar det att hon fick mer ansvar och  blev ansiktet utåt för den nya generationen. Under Chatterjees uppväxt på 1930-talet var det mycket ovanligt för kvinnor att studera på hög nivå och i synnerhet att studera kemi. Det fanns inte många flickor i hennes klass eftersom kvinnor sällan fick studera på högre utbildningar. Hon var starkt uppmuntrad att vidareutbilda sig av sin familj, som var av medelklass och hade med akademisk bakgrund.

### Karriär
Chatterjee läste mastersexamen inom organisk kemi och tog examen 1938 vid Calcuttauniversitetet. Hon ortsatte med sin doktoranstudier vid samma lärosäte. Som doktorand arbetade hon med kemi av växtprodukter och syntetisk organisk kemi med den berömda kemisten Prafulla Chandra Ray och Satyendra Nath Bose. Hon fortsatte att arbeta med Lásló Zechmeister vid University of Wisconsin och Caltech för sin postdoktorala forskning om biologiskt aktiva alkaloider. Hon fortsatte sin forskning om naturen hos biologiskt aktiva föreningar som finns i medicinska växter. Forskare av den här tiden hade svårt att arbeta då regeringen gav färre medel. Asima var därmed tvungen att investera sina egna pengar för att skicka prover för analys utanför Indien och fortsätta sin forskning. Hon kämpade för att skaffa de nödvändiga kemikalierna och reagenserna för sin forskning och kunde knappt betala sina elevers löner. Trots ett enormt bakslag 1967, när hon förlorade sin far och man inom ett intervall på fyra månader, kom Asima Chatterjee tillbaka till vetenskapen efter några månader. Hennes medarbetare vid den tiden gav henne stort stöd och hon överkom denna svåra period i sitt liv och fortsatte sitt arbete.
År 1944 blev Chatterjee den första kvinnan att avlägga doktorsexamen av ett indiskt universitet. 1954 anslöt hon sig sedan till University College of Science vid University of Calcutta som föreläsare i kemi och åtta år senare (1962) utnämndes Chatterjee till den prestigefyllda Khaira-professuren i kemi.
Genom sin forskning utvecklade hon bland annat läkemedel mot epilepsi. Ayush-56 är ett kommersiellt antiepileptiskt läkemedel som Chatterjee tog fram ifrån Marsilea minuta (dvärgvattenklöver) och har blivit ett av hennes mest framgångsrika arbeten.
Hon ägnade också 40 år av forskning på alkaloider för att finna läkemedel mot cancer och cancertillväxt. Alkaloiderna användes till kemoterapi för cancerpatienter.

## Priser och Utmärkelser
Asima Chatterjee blev docent vid National Institute of Sciences of India år 1960. Hon tog även emot Shanti Swaroop Bhatnagar Award i Kemi år 1961 från CSIR för hennes värdefulla bidrag inom fältet kemi av naturliga produkter. Chatterjee var den första kvinnliga forskaren att bli invald som General President of the Indian Science Congress år 1975.
Ytterligare blev hon nominerad av Indiens president till att bli medlem i Rajya Sabha, som är den ena kammaren i det indiska tvåkammarparlamentet, Sansad, från 1982 till 1990. Chatterjee blev hon framröstad till Woman of the year för sitt bidrag till forskning av Bengal Chamber of Commerce.
Bortsett från sina många bidrag till den kemiska vetenskapen har hon varit medlem i flertalet institutioner som Sigma XI från USA, Indian Chemical Society, Indian Association for the Cultivation of Science, Indian Science Congress Association, Indian Academy of Science pedagogiska styrelse, Indian Journal of Chemistry och Chemical Society.